# Orchestre philharmonique de Bergen
L’Orchestre philharmonique de Bergen (Bergen filharmoniske orkester en norvégien), aussi connu internationalement sous le nom de Bergen Philharmonic Orchestra, est un orchestre symphonique norvégien, basé à Bergen.

## Historique
Fondé en 1765, l'orchestre porte d'abord le nom de Musikselkapet Harmonien. 
C'est la plus ancienne formation orchestrale scandinave, à même par exemple d'interpréter dès 1804 la Symphonie nº 2 de Beethoven.   
Les compositeurs Sibelius, Nielsen, Copland et Lutosławski ont dirigé certaines de leurs œuvres à la tête de l'orchestre, ainsi qu'Edvard Grieg, qui fut d'ailleurs chef principal de la formation dans les années 1880.  
L'Orchestre philharmonique de Bergen dispose aujourd'hui d'une salle de 1500 places, le Grieg Hall (en), inaugurée en 1978. D'un effectif de 49 musiciens en 1919, il est aujourd'hui constitué de 65 musiciens pour les cordes, 16 pour les bois, 15 pour les cuivres, 4 pour la percussion, 1 harpiste, et 1 pianiste jouant le célesta. 
Depuis 2015, le directeur musical de l'ensemble est le chef d'orchestre britannique Edward Gardner.

## Directeurs musicaux
Comme directeurs musicaux, se sont succédé :
- Samuel Lind (1765-1769)
- Benjamin Ohle (1769-1770)
- Niels Haslund (1770-1785)
- Ole Pedersen Rødder (1785-1805)
- J. Hindrich Paulsen (1805-1806 et 1809-1820)
- C. M. Lundholm (1820-1827)
- Ferdinand Giovanni Schediwy (1827-1844)
- Ferdinand August Rojahn (1856-1859)
- August Christian Johannes Fries (1859-1862)
- Amadeus Wolfgang Maczewsky (1862-1864)
- August Christian Johannes Fries (1864-1873)
- Richard Henneberg (1873-1875)
- Adolf Blomberg (1875-1878)
- Hermann Levi (1879-1880)
- Edvard Grieg (1880-1882)
- Iver Holter (1882-1884 et 1885-1886)
- Per Winge (1886-1888)
- Georg Washington Magnus (1892-1893)
- Johan Halvorsen (1893-1899)
- Christian Danning (1899-1901 et 1902-1905)
- Harald Heide (1907-1948)
- Olav Kielland (1948-1950)
- Sverre Jordan (1950-1952)
- Carl von Garaguly (1952-1958)
- Arvid Fladmoe (1958-1961)
- Karsten Andersen (1964-1985)
- Aldo Ceccato (1985-1990)
- Dmitri Kitaïenko (1990-1999)
- Simone Young (1999-2003)
- Andrew Litton (2003-2015)
- Edward Gardner (2015-2024)

## Créations
Quelques créations notables de l'orchestre :
- Unsuk Chin, Les Troyennes (1990) ;
- Edvard Grieg, Symphonie en ut (première exécution moderne, 1981) ;
- HK Gruber (de), into the open... pour percussion et orchestre (2013) ;
- Maurice Karkoff, Symphonie n° 1 (1956) ;
- Finn Mortensen (en), Symphonie (1963) ;
- Arne Nordheim, Canzona per orchestra (1961) ;
- Sparre Olsen (en), Draumkvedet (1937), Symphonik fantasia n° 3 (1974) ;
- Allan Pettersson, Symphonie n° 11 — commande de l'orchestre — (1974), Symphonie n° 13 (1978) ;
- Alfred Schnittke, Hommage à Grieg (1993) ;
- Bent Sørensen, Exit Music pour piano et orchestre (2007).